# Giessenlanden
Giessenlanden  è un ex-comune olandese di 14 439 abitanti situato nella provincia dell'Olanda Meridionale.
Il comune fu creato nel 1986 tramite la fusione dei comuni Arkel, Giessenburg (fusione, nel 1957, di Peursum, Giessen-Nieuwkerk e una parte di Giessendam), Hoogblokland, Hoornaar, Noordeloos e Schelluinen ed è stato soppresso nel 2019, quando il suo territorio è stato incluso in quello della nuova municipalità di Molenlanden. Il suo capoluogo era Hoornaar.

## Località
- Arkel
- Giessenburg
- Giessen-Oudekerk
- Hoogblokland
- Hoornaar (capoluogo)
- Noordeloos
- Schelluinen